# Nakerberg
De Nakerberg of Nakeriberg, Nakervaara, Nagirvárri, is een berg in het noorden van Zweden. De berg ligt in de gemeente Kiruna en vormt een uitloper van het bergplateau aan het zuiden van het Torneträsk. Het water van de berg wordt in het westen door het Nakermeer opgevangen en in het zuiden en oosten door de Nakerrivier.
afwatering: meer Nakermeer → Nakerrivier → meer Torneträsk → Torne → Botnische Golf